# Chlorocichla falkensteini
El bulbul de Falkenstein (Chlorocichla falkensteini) es una especie de ave paseriforme de la familia Pycnonotidae propia del oeste de África Central, desde el oeste de Camerún y la República Centroafricana hasta Angola.

## Taxonomía
El bulbul de Falkenstein fue descrito científicamente por el ornitólogo alemán Anton Reichenow en 1874, como Criniger Falkensteini. Posteriormente se trasladó al género Andropadus, para terminar clasificadose en Chlorocichla.